# Ceràmica protoàtica

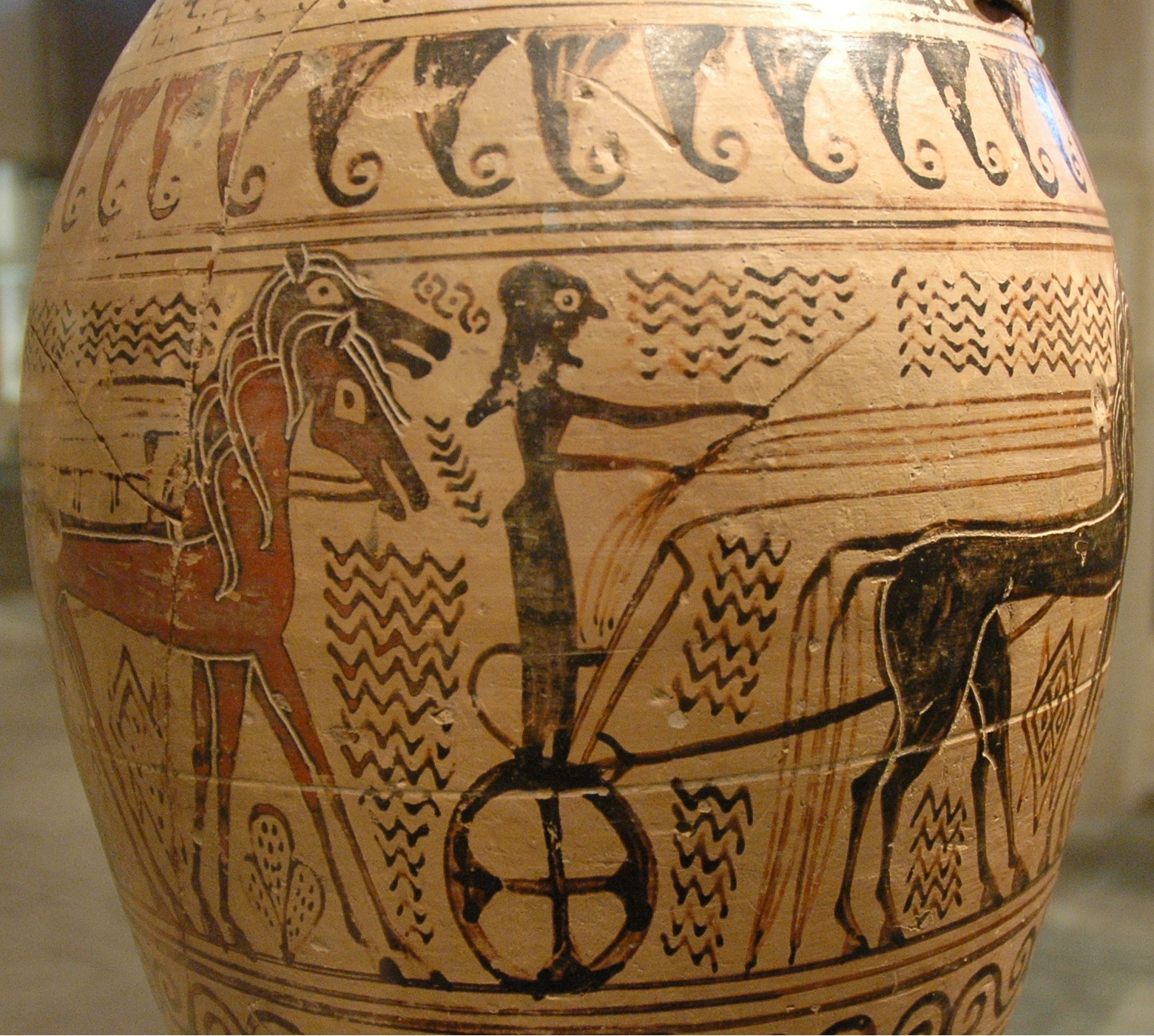
Pintor d'Analat (atr.) contorn de lutròfor protoàtic, inicis del s. VII ae, altura 80 cm. París, Museu del Louvre, inv. CA2985

La ceràmica protoàtica és una classe de terrissa àtica produïda entre el 700 i el 610 ae, entre l'estil geomètric i la ceràmica àtica de figures negres. Si l'estil geomètric es distingia per un fort sentit de l'ordre, les generacions successives, actives durant el període orientalitzant, mostren la mateixa tendència a l'experimentació que impregna tot el món grec des del s. VII ae, i una forta continuïtat en la predisposició àtica cap a la narrativa i «fer a cor què vols». Hi apareixen, sobretot procedents de Corint, animals reals i fantàstics d'origen oriental; la tendència general experimental, però, del s. VII ae s'aplica a l'Àtica a les grans àmfores funeràries, heretada de l'època geomètrica, més enllà de la pura decoració. Es troben en una forma totalment nova en els gots protoàtics els mites de Perseu, Odisseu, Menelau, l'assassinat d'Egist, Quiró i Aquil·les, la lluita d'Hèracles, de Nessos i de Bel·lerofont amb la Quimera. L'època orientalitzant és per a Atenes un període de relatiu tancament i provincianisme: rarament s'han trobat testimoniatges protoàtics fora d'Àtica o de l'illa d'Egina; la producció del període respon a les sol·licituds de la necessitat local i queda lluny d'exigències externes de part del mercat, igual que hauria succeït a Corint.

## Història dels estudis
La ceràmica protoàtica fou individualitzada estilísticament per J. Böhlau al 1887; a partir de la fi del Vuit-cents, altres descobriments a Egina, on es va trobar el pitxer dels Moltons, permeteren prosseguir i aprofundir-ne en els estudis. No ha estat encara aclarit el descobriment del grup de ceràmiques indicades com de procedència egineta, actualment conservat als Museus Estatals de Berlín, on arribaren al 1936. La mateixa incertesa hi ha quant a la procedència d'altres obres protoàtiques, com el lutròfor atribuït al pintor d'Analat i adquirit en aquests mateixos anys pel Museu del Louvre. Els estudis sobre la ceràmica protoàtica es basen en el treball fonamental de J. M. Cook (de 1935), actualitzat després amb l'obra d'altres estudiosos, amb nous descobriments a Atenes, al Ceràmic i a l'Àgora, i a la necròpoli d'Eleusis, que ha restituït la cèlebre de Polifem.

## Orígens i desenvolupament
La ceràmica protocoríntia s'exportava a tota Grècia i va arribar a Atenes, on s'estengué un estil amb influència oriental menys marcada. Més importància respecte a l'influx orientalitzant pot haver tingut sobre la formació de l'estil protoàtic el descobriment de les antiguitats micèniques, com testifiquen les formes i motius decoratius ja presents en els gots àtics tardogeomètrics.
Al darrer quart del s. VIII ae, les figures dels gots àtics amb formes geomètriques gradualment s'arredoneixen, es fan més grans i més grosses, assumeixen posicions i moviments més audaços, i proporcions més correctes. La tendència al canvi en els gots àtics tardogeomètrics pot veure's per exemple en el calder fragment conservat al Museu Arqueològic d'Atenes. Els elements curvilinis en la decoració són un signe de la fase evolutiva juntament amb un tret més enèrgic i menys controlat, visible en la marxa de les dones i en la figura audaç del cavall que s'encabrita durant el domatge. En un got conservat a Oxford (Museu Ashmolean), sota la tradicional processó de carros, es troba el fris continu orientalitzant amb animals que es persegueixen. Enfront de les precedents àmfores geomètriques es constata un contrast major, una menor ocupació de decoració de farciment i l'escena principal és més gran en proporció a l'atuell. L'auriga està dins de la biga i al damunt; en les figures dels cavalls es noten els primers exemples de superposició.
Els tipus de gots més difosos són l'hídria, l'àmfora, el crater (Cook, 1997) i sobretot les formes adequades a les predominants finalitats funeràries, com l'àmfora de coll diferent en versió monumental i el subtil lutròfor, i també amplis calders i grans còtiles amb tapadora. Del 650 ae, es troba el crater amb escif, proveït de tapadora i peu alt, característica aquesta present també en copes o plats, i recondueixen el ritu funerari caracteritzat per l'exposició de les ofrenes (Scheibler, 1996).

## Protoàtic antic (circa700-675 ae)

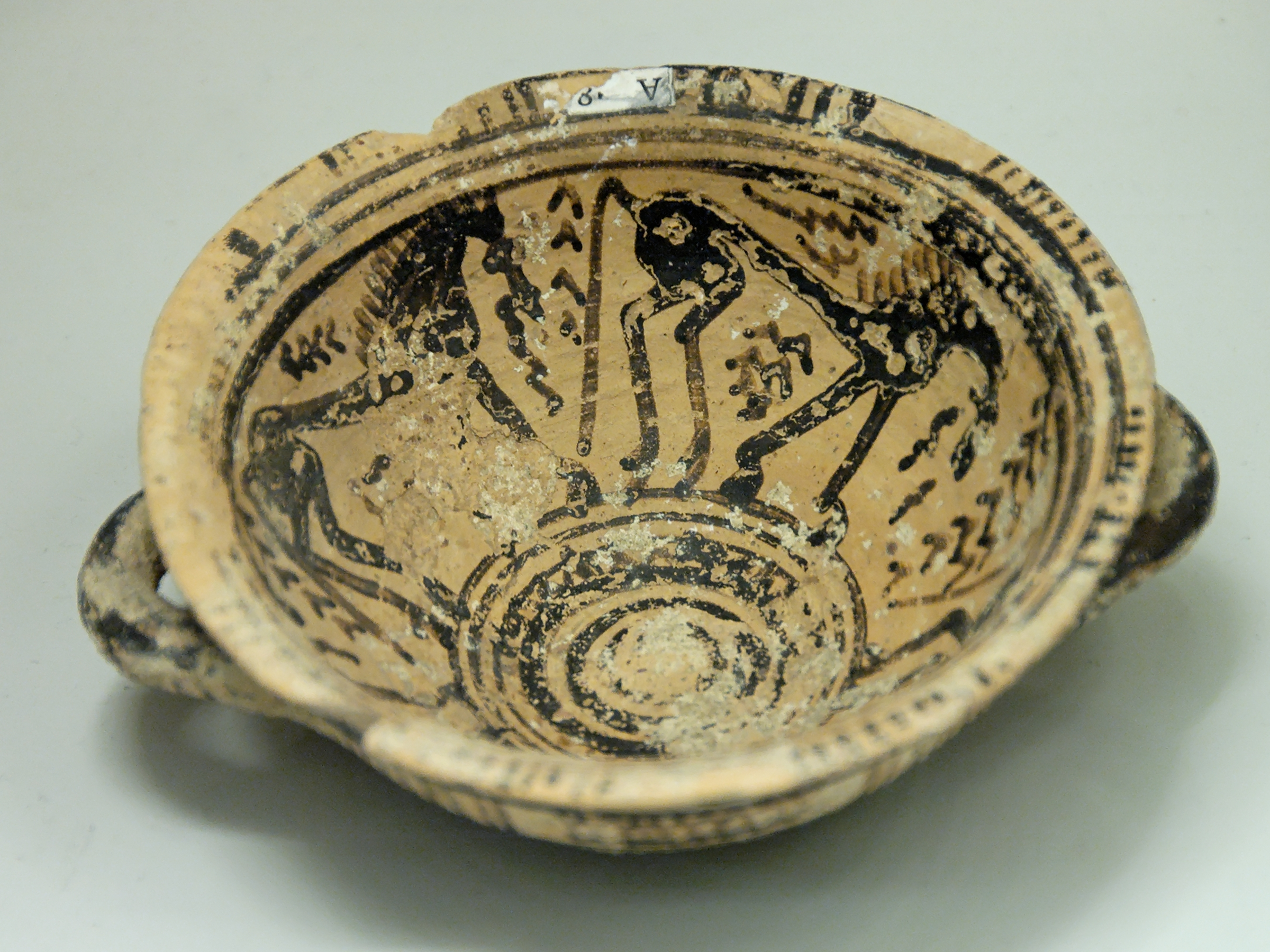
Escif protoàtic, Museu Britànic, GR 1865-7-20-11

Les figures durant el primer període protoàtic són més grans i més estructurades. La composició abandona la simetria anterior i es fa més lliure. Els ornaments característics són fulles punxegudes, palmetes i parelles d'espirals en forma de cor. Els ganxos, ja presents en el tardogeomètric, es fan més grossos i s'utilitzen com en la ceràmica protocoríntia i usa els triangles en un patró radial. Els temes favorits en són les processons, desfilades de carros i cavalls, animals reals i fantàstics en filera o enfrontats. Les tècniques utilitzades són la silueta i el disseny del contorn, obtinguts amb una pintura lleugera, gairebé de color pastel.
Un exemple del protoàtico antic és l'àmfora atribuïda al pintor d'Analat (París, Museu del Louvre), en què, entre motius geomètrics i novetats orientalitzants, s'introdueix la tècnica d'incisions sobre les crineres dels cavalls. El pintor de Mesogea és un contemporani, de menor qualificació que el pintor d'Analat, amb el qual comparteix la preferència pel pinzell fi i els ornaments en xarxa; el pintor de Mesogea, en comparació, resulta més rígid.

## Protoàtic mitjà (circa675-650 ae)

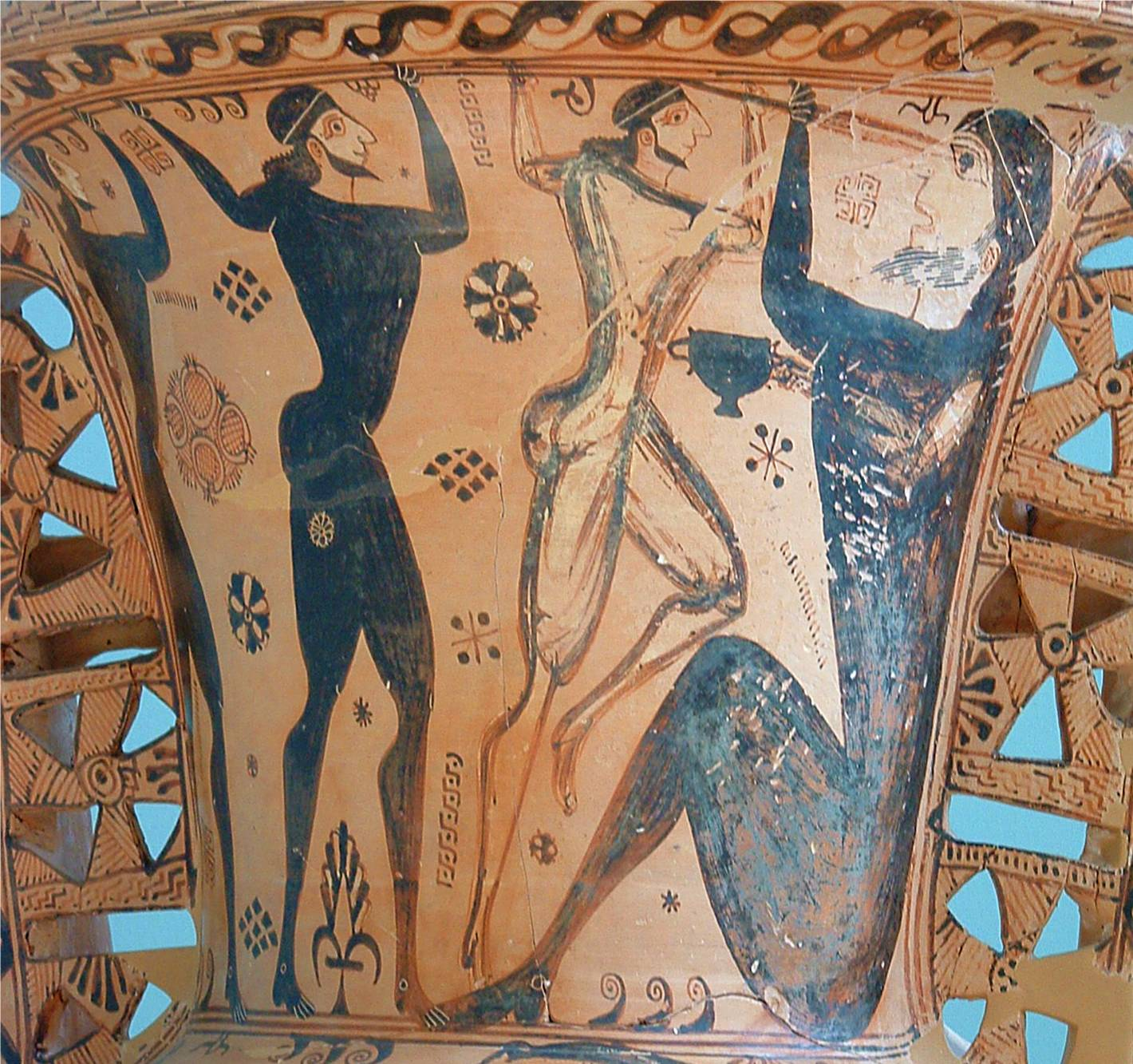
Pintor de Polifem (atribució), Odisseu i Polifem, detall d'àmfora protoàtica en estil blanc i negre (àmfora d'Eleusis), c. 660 ae, alçada 142 cm, Museu d'Eleusis

El pas del protoàtic antic al mitjà es caracteritza per dues tendències oposades: un estil minuciós i delicat, realitzat amb tècnica de contorn, i un estil exuberant que utilitza de manera abundant pintura blanca i de vegades roja, amb un traç cursiu que arriba mitjançant l'eliminació de la disciplina geomètrica. Aquesta manera s'anomenà «estil blanc i negre», per una alternança predominant d'aquests dos colors. N'és un exemple la cèlebre àmfora d'Eleusis del pintor de Polifem, una mica més petita que l'àmfora de Dípilon (Atenes, 804), les representacions de la qual sobre el cos componen les decoracions de gots més grans que ens han arribat i representen el mite de Perseu: el cos sense cap de Medusa, les Gorgones que aguaiten Perseu, i una rígida i subtil Atenea, i potser un xóanon, com a símbol del favor diví. Al coll hi ha l'escena del cegament de Polifem, usada per a indicar l'autor anònim. Del mateix període o una mica posterior és l'activitat del pintor del pitxer dels Moltons. Si el pintor de Polifem es distingeix per una extraordinària imaginació gràfica, el més tranquil pintor del pitxer dels Moltons adquireix en els seus últims anys una inconfusible capacitat en la representació dels rostres. La tècnica adoptada per aquests artistes no és purament ceramogràfica: el pintor de Polifem, en particular, usa el got sencer com a camp figuratiu, una modalitat més adequada per a la pintura mural.
Exemples de ceràmica protoàtica en estil blanc i negre s'han trobat a Egina; rares en són les troballes de Beòcia, Mègara, Peracora i Hereu d'Argos.
Progressa l'estructura del cos de les figures, quan va acompanyada amb detalls interns dotats de valor decoratiu. La incisió s'utilitza de manera subordinada respecte a l'aplicació vivaç del color i del dibuix del contorn. La falta d'ornamentació de farciment s'adapta al gust àtic amb una dispersió d'elements fitomorfs i alternant blanc i negre en els elements ornamentals més comuns. L'hídria es fa menys popular i es difon sobretot el crater.

## Protoàtic recent (circa650-610 ae)
Amb el pintor de Polifem i el pintor del pitxer dels Moltons es tanca el període àlgid de la ceràmica protoàtica. El període definit com a «protoàtic recent» se superposa en part a les «primeres figures negres» i el tractament del primer o de les segones depén de la posició assumida per l'observador. És el període que va del pintor de Cinosarg al pintor de Nessu; aquest últim exclou els ornaments, i té ja una tècnica consolidada i un estil constant que indiquen l'adveniment de les figures negres i la clausura de l'experimentació protoàtica. Durant el protoàtic recent el dibuix es fa generalment més controlat i la decoració de farcit més invasiva. Un major sentit de l'ordre sembla un primer símptoma de la recepció del precís estil protocorinti, que serà típic de les primeres figures negres àtiques. L'ús difós del color roig, que esdevé en aquesta època component regular de la decoració, i unes incisions precises i netes són altres elements presos del protocorinti recent. De derivació ciclàdica és l'ocupació de les pròtomes equines o femenines al plafó figurat sobre el coll del got, ja present en el període mitjà, però que presenta una nova especialització tècnica: els cavalls són normalment efectuats amb figures negres, i les dones amb línia de contorn.